# Avenue Gaston De Gryse
 (août 2025).
Si vous disposez d'ouvrages ou d'articles de référence ou si vous connaissez des sites web de qualité traitant du thème abordé ici, merci de compléter l'article en donnant les références utiles à sa vérifiabilité et en les liant à la section « Notes et références ».
 (août 2025).
Motif : Rue sans notoriété évidente. Sources secondaires semblent absentes.
- Archive Wikiwix
- Bing
- Cairn
- DuckDuckGo
- E. Universalis
- Gallica
- Google
- G. Books
- G. News
- G. Scholar
- Persée
- Qwant
- (zh) Baidu
- (ru) Yandex
- (wd) trouver des œuvres sur Wikidata

| 1. | Préciser le motif de la pose du bandeau. | Précisez le motif de la pose du bandeau en utilisant la syntaxe suivante : {{admissibilité à vérifier\|date=août 2025\|motif=remplacez ce texte par le motif}}                              |
| 2. | Informer les utilisateurs concernés.     | Pensez à avertir le créateur de l'article, par exemple, en insérant le code ci-dessous sur sa page de discussion : {{subst:avertissement admissibilité à vérifier\|Avenue Gaston De Gryse}} |

L’avenue Gaston De Gryse est une rue bruxelloise de la commune d'Auderghem qui relie l'avenue Gustave Demey et l'avenue Guillaume Crock est longue d'environ 80 mètres. La numérotation des habitations va de 1 à 19 pour le côté impair et de 2 à 20 pour le côté pair.

## Historique et description
Avant 1930, ce lieu fut dénommé place publique. Le 4 janvier 1930, le collège décida de l'appeler square Gaston De Gryse. Finalement, on en fit une avenue.
- Premier permis de bâtir délivré le 20 octobre 1928 pour le n° 16 ;
- Deuxième permis de bâtir délivré le 24 janvier 1929 pour le n° 18.

### Origine du nom
Elle porte le nom de Gaston De Gryse (1883-1945) qui devint secrétaire communal, le 1er janvier 1909. 
L'homme, qui s'occupait en même temps d'investissements immobiliers dans la localité dont il était le secrétaire communal réussit, de plus, à convaincre les trois autres membres du collège de lier son nom à une avenue en 1930 !
Au conseil communal du 9 février 1933, il fit valoir ses droits à la retraite pour des raisons de santé, fondé sur un certificat médical. Peu après, il devint pourtant commissaire d'arrondissement (province d'Anvers).
Il habitait Etterbeek. À sa mort, il fut enterré dans le cimetière d'Auderghem.

## Situation et accès
| ___ | Ce site est desservi par la station de métro : Demey. |